# أدولفو خيمينيز كاستيلانوس
أدولفو خيمينيز كاستيلانوس (بالإسبانية: Adolfo Jiménez Castellanos)‏ هو عسكري إسباني، ولد في 1844، وتوفي في 18 يناير 1929.